# 片方ずつのイヤフォン
「片方ずつのイヤフォン」（かたほう-）は、1995年6月21日に発売された日本の歌手、平井堅の2枚目のシングル。
累計出荷枚数は2万5000枚。

## 概要
- デビューシングル発売から約1ヶ月という短い間隔で発売された。
- テレビ朝日系『VIDEO JAM』のオープニングテーマとして使われた。
- 歌詞の中にStevie Wonder、サザンオールスターズなどアーティストや曲名などが出てくる。

## 収録曲
| 全作詞: 平井堅、全作曲: 山下俊、平井堅。 |                                                |        |                 |                    |      |
| #                                        | タイトル                                       | 作詞   | 作曲・編曲      | 編曲               | 時間 |
| 1.                                       | 「片方ずつのイヤフォン」                       | 平井堅 | 山下俊 、平井堅 | 羽田一郎、松浦晃久 | 5:16 |
| 2.                                       | 「かくれんぼ」                                 | 平井堅 | 山下俊 、平井堅 | 武部聡志           | 5:05 |
| 3.                                       | 「片方ずつのイヤフォン」(オリジナル・カラオケ) | 平井堅 | 山下俊 、平井堅 |                    | 5:16 |